# 卒業写真 (漫画)
『卒業写真』（そつぎょうしゃしん）は、あさぎり夕による日本の漫画作品。
『なかよしデラックス』（講談社）1988年2号に掲載された。単行本は同社の講談社コミックスなかよしより全1巻。卒業までに思いを伝えたい少女と少年とを描いた恋愛漫画。

## 書誌情報
- あさぎり夕 『卒業写真』 講談社〈講談社コミックスなかよし〉、1989年7月6日第1刷発行、ISBN 4-06-178639-3
  - 表題作のほか、「愚か者のブルース」「恋迷路」が同時収録されている。